# Nacionalisme alsacià
Nacionalisme alsacià, o més aviat el regionalisme o autonomisme alsacià, és el corrent polític que proposa l'autogovern d'Alsàcia, en alguns casos de l'antic territori d'Alsàcia-Lorena, proposant en alguns casos l'autonomia administrativa, la independència o bé formar part d'un estat que englobi altres territoris propers de la Renània.

La bandera Rot un Wiss, símbol del regionalisme alsacià

L'origen de la peculiaritat alsaciana resideix en la seva situació de frontissa entre Alemanya i França. Va formar part del Sacre Imperi Romanogermànic durant l'edat mitjana i no fou incorporada definitivament a França fins a l'època de la Revolució Francesa. Quan el procés de francesització cultural començava a marxar, degut a la derrota de Napoleó III a la Guerra Franco-Prussiana fou incorporada a l'imperi Alemany (Tractat de Frankfurt).

## Autonomisme alsacià sota l'Imperi Alemany
La primera reacció dels polítics locals, Auguste Schneegans, Gambetta, Kable i Emile Keller, fou intentar la celebració d'unes eleccions "franceses" per tal d'enviar representants a l'Assemblea Nacional Francesa. Fins i tot, Keller envià una nota de protesta al president Adolphe Thiers, signada per 27 diputats, per oposar-se a l'annexió, i s'entestaren a mantenir la nacionalitat francesa. Però l'Assemblea Nacional Francesa va votar per l'annexió l'1 de març del 1871 per 546 vots contra 107, votació refrendada el 18 de maig per 433 vots contra 98.

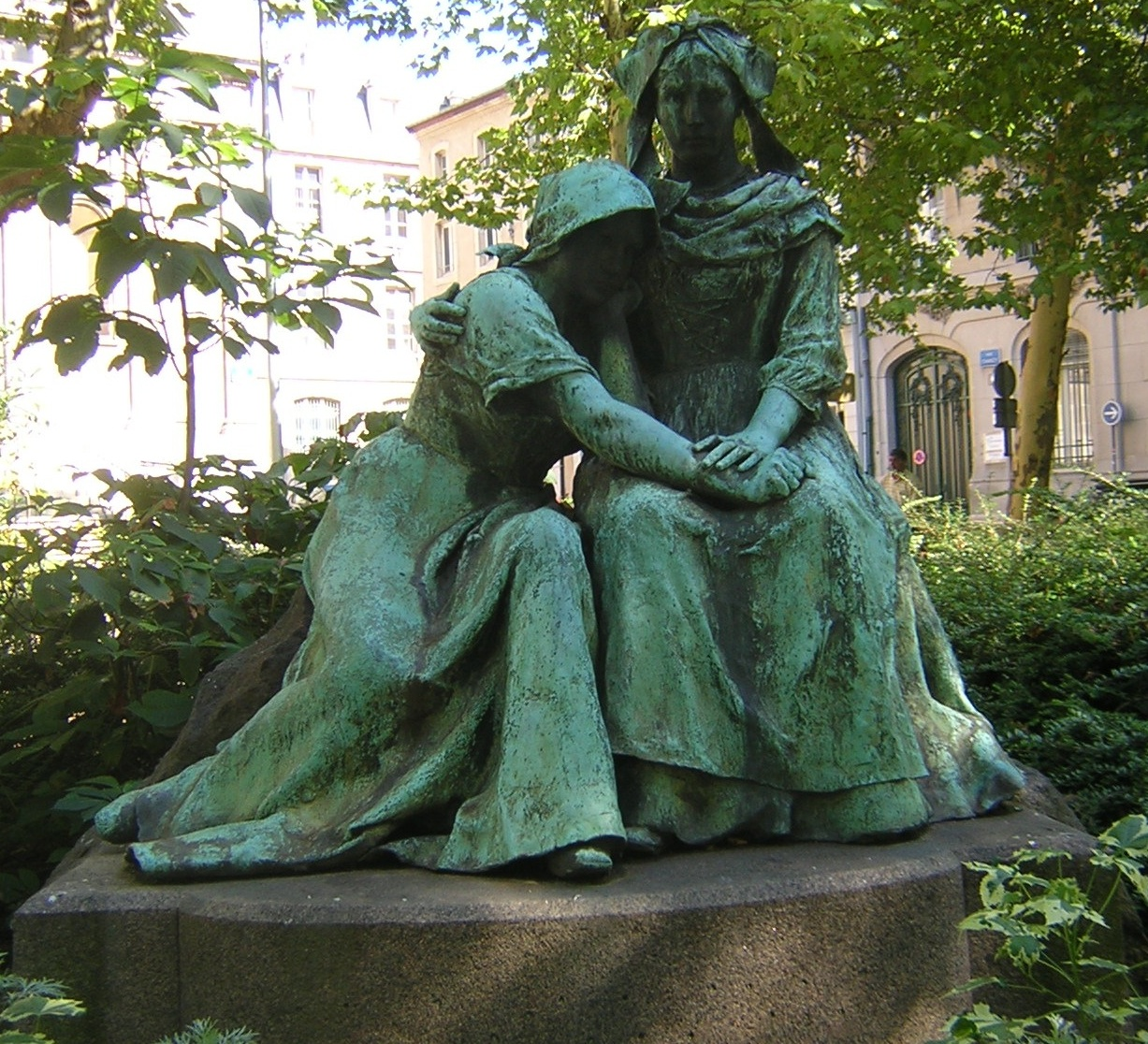
Monument a Nancy en honor de les províncies perdudes

Els principals polítics alsacians fundaren la Ligue d'Alsace/Elsassbund, i com a forma d'oposar-se a l'annexió iniciaren la protestation, ja que consideraven que no se’ls havia consultat si volien ser annexats o no. Així, com a principal arma contra els autoritats alemanyes, s'abstenien a les eleccions. Alhora, Auguste Schneurer-Kestner (1833-1899) formà part del parlament amb Gambetta en nom dels protestataris alsacians. També el 1875 formaren el Partit Autonomista Alsacià (die Autonomistische Partei), dirigit per Auguste Schneegans (1835-1898), Klein i Kable, que declararen il·legal l'annexió i exigeixen ser consultats en tots els afers. Des d'aleshores es presentaren a les eleccions a la Dieta Regional, i hi foren escollits com a diputats Guerber, Simonis, Winterer, Soehnlin, Raess i Philippi. Eduard Teutsch hi proposà un referèndum per a Alsàcia, però Winterer, malgrat l'annexió, fou partidari de participar en la política, ja que des del 1879 podien votar lleis i els pressupostos locals. El dirigent autonomista Hugo von Zorn va remetre a Berlín un projecte d'autonomia.

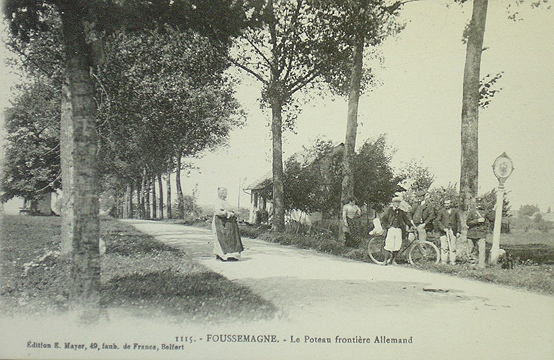
Frontera franco-alemanya

Del 1885 al 1894 s'endurí la política centralista alemanya. Alhora sortiren escollits quinze diputats protestacionistes (entre ells Guerber, l'abat Simonis, Kable, mort el 1887, Grad, Winterer, Lalance, mort el 1890 i altres). També es desenvolupà la cultura dialectal mercè la Rechtscherber Verein (Associació del Foment de l'Ortografia), dirigida per Jean Spieser del 1885 al 1903 i que publicaria treballs sobre l'alsacià. També aconseguiren que el 1887 s'apliqués el bilingüisme en educació amb el sistema Bauch, pel qual es dona prioritat a la llengua materna del nen. Alhora, el 1888 es va introduir el codi de treball alemany.
El 1893 es produí una escissió del partit de Vonderscheer, que formaria el Groupe Lorrenais Independant (GLI), encapçalat per Delzer, així com el Liberale Landspartei (LLP), amb Goetz, el Landelin Winterer (1832-1911) i els antialemanys Jacques Preiss (1860-1916) i el Emile Weterlee. En començar el segle XX els alemanys abandonaren la política de repressió i ocupació, de manera que Alsàcia comença a ser considerada com un land més, i se'n promou la integració econòmica. La resignació de l'ocupació els portaria a comportar-se amb lleialtat, que se'n beneficiaria del paternalisme bismarckià. L'esquerra anticlerical engegaria una lluita considerable contra les estructures concordatàries i catòliques d'Alsàcia. Alhora, s'enfortirien les tendències autonomistes. En aquest sentit, el 1902 Daniel Blumenthal (1860-1930) de Thann fundaria el Elsass-Lothringen Demokratisches Partei, que reclama l'ensenyament en francès i és partidari d'integrar-se en França. Aquell mateix any les autoritats imperials acordaren la suspensió dels poders especials del statthalter, però Emile Weterlee es fa amb la direcció del Landespartei i en fa un partit antialemany.
Del 1903 al 1907 es produïren incidents populars a Wissembourg (manifestacions en honor dels francesos caiguts a Alsàcia), Schirmeck, Graffenstaden i Saverne. El 1904 el Partit Catòlic demanà al Reichstag que Alsàcia gaudís dels mateixos drets que els altres estats alemanys, però no n'obtingué resposta. Alhora, el 1909 els antialemanys Hansi i Weterlee foren jutjats per caracteritzar al director del liceu de Colmar, Gneisse, a la revista dialectal Dur'r Elsass. El 1911 Alsàcia-Lorena esdevingué un reichland més de l'Imperi, amb constitució pròpia. Es proposà com a bandera pròpia la Rot un Wiss. A les eleccions del 1911 els escons foren repartits així: 25 catòlics, 11 socialistes, 10 liberals, 10 del Bloc Lorenès i 4 independents. Els profrancesos de la Unió Nacional (Blumenthal, Preiss, Largel) només obtingueren el 2,1% a Alsàcia i el 7,7% a Lorena. Per aquest motiu, el 1912 Weterlee abandonà el Landespartei i fundaria un nou partit, Elsass-Lothringen Zentrum. El metge Eugène Ricklin esdevindria cap del Landtag pel Zentrum i Weterlee diputat a Berlín.

## La Primera Guerra Mundial
Entre el 1913 i el 1914 Haegy i Ricklin participarien a Berna i Basilea en les Conferències de la Pau de la Unió Interparlamentària, on contactarien amb pacifistes francesos com Jean Jaurès. Però el juliol del 1914 esclataria la Primera Guerra Mundial. Els militars alemanys van fer arrestar tots els caps de l'oposició alsaciana. Ricklin fou acussat de francofília i deportat al Nord de la França conquerida. Jacques Preiss és internat i morirà el 1916 en un camp de presoners. Weterlee fugí a França. El 7 d'agost del 1914 l'oficial francès Bonneau ocupa Mülhausen i Thann, on el mariscal Josep Joffre va fer una proclama profrancesa als ciutadans i els prometé autonomia i respecte a la particularitat alsaciana, però els alemanys van fer recular les tropes franceses de tot el país llevat de la vila de Thann. El front s'estabilitzà davant els Vosges durant tot el 1915, i els francesos aprofitaren l'avinentesa per crear un cos especial militar alsacià. Pel setembre del 1914, endemés, 3.200 habitants de Saint-Amarin i Masevaux, 559 de Dannemarie i 4.200 d'altres localitats foren deportats a camps de concentració francesos, així com uns 15.000 alsacians que es trobaven a França en començar la guerra.
El 14 d'octubre del 1918 Rudolf Schwander, alcalde d'Estrasburg, fou nomenat darrer statthalter, i Karl Hauss, secretari d'estat. Intentaren d'antuvi incorporar el territori a Prússia, però topà amb l'oposició de Haegy i Ricklin, dels socialdemòcrates Jacques Peirotes i el grup lorenès, i per això el 25 d'octubre declararen la Vollberechtigter Bundesstaat (autonomia completa) i proclamaren l'Elsass-Lothringen Stadt (Estat d'Alsàcia-Lorena), com a membre de ple dret de la confederació germànica. Però ja era massa tard, ja que l’11 de novembre els alemanys signaren l'armistici i tant Schwander com Hauss dimitiren. En abdicar Guillem II d'Alemanya el 9 de novembre, es proclamà la independència, reconeguda en el text de l'armistici de Compiègnes. Alhora, el 10 de novembre del 1918 esclatà la revolució a tot Alemanya, a Estrasburg es crea un Consell Central de Treballadors i Soldats dirigit pel dirigent socialdemòcrata estrasburgès Jacques Peirotes i per Rebholz, que bandejà les autoritats locals i exigí del governador Von Rohden l'alliberament dels presos. Es formaren altres consells a Colmar, Mulhose, Sélestat, Haguenau, Schiltigheim, Bischwiller, Molsheim, Saverne i Erstein. Tot i que els revolucionaris estaven dividits pel que fa a la qüestió nacional, la classe mitjana i la burgesia regional preferia la reannexió a l'Estat francès més segur que a una Alemanya en revolta. I així, mentre al Landtag (ara Consell Nacional) es declarava detenidor de la sobirania popular (declaració de sobirania d'Alsàcia-Lorena del 12 de novembre) i nomenava una comissió administrativa executiva (Burger, Heinrich, Imbs, Meyer, Pfleger i Peyrotes) presidit per Ricklin, i discutia sobre l'annexió o la independència, convidaren a les tropes franceses a acabar amb els Consells d'Obrers.
D'aquesta manera, les tropes franceses entraren a Mulhose (17 de novembre), Colmar, Obernai i Sélestat (18 de novembre), Metz (19 de novembre) i Estrasburg (22 de novembre). Les tropes franceses foren ben rebudes; això el govern francès ho considerà com una "autodeterminació" i declarà la seva disposició de protegir la cultura i l'especificitat regionals. Tot i així, Ricklin, elegit president del Nationalrat, proposà enviar a les autoritats franceses un text on es comprometessin a respectar l'autonomia, però el Zentrum no es va atrevir per tal de no irritar les noves autoritats.

## L'autonomisme alsacià 1918-1940
Tot i que els francesos ocuparen tota Alsàcia entre el 16 i el 24 de novembre del 1918, fins a la Pau de Versalles del 1919 no fou incorporada definitivament a França. El territori fou dividit en tres comissaries: Mosel·la, Alt Rin i Baix Rin, dependents de l'Alt Comissariat de la República, creat pel president francès Alexandre Millerand, que considerà com una mena d'administració provisional amb vistes a una posterior reincorporació definitiva. El 16 d'abril del 1919 un grup d'exiliats a Múnic va crear un Comitè Executiu de la República d'Alsàcia-Lorena, però va obtenir poc ressò. A les eleccions legislatives francesos només s'hi podran presentar els partits d'orientació francesa, tot i que alguns diputats autonomistes aconseguiren infiltrar-se en les llistes dels partits francesos. El febrer del 1919, endemés, Eugène Ricklin fou destituït com a alcalde de Dammerkirch i condemnat a residència forçada a Kehl, tot i que li van permetre tornar al seu poble el novembre del 1919, després de la forta protesta de totes les autoritats municipals alsacianes. Quan el 1920 se celebraren les primeres eleccions franceses al territori, es presentarien tres partits.
- El Partit Catòlic, autonomista i particularista
- El Partit Republicà Demòcrata, també particularista
- El Partit Socialista, integrat a la SFIO (Secció Francesa de la Internacional Obrera), assimilacionista.

Els dos primers es repartiren tots els escons. Altres grups minoritaris foren el Parti Federaliste de Hummel i Sigwalt, defensors d'un Estat Renànic des de Bèlgica fins a Basilea, així com el Comité Executiu de Baden-Baden, qui enarborà la bandera de la Federació Renànica, i l'Elsass Partei de Zorn von Bulach, creat el 1922.
El maig del 1924 el primer ministre Herriot va abolir el comissariat i inicià una política assimilacionista i laïcista, que provocà les protestes de 21 dels 24 diputats alsacians a París i del bisbe d'Estrasburg. El 19 de juny del 1924 Robert Schuman, cap del Lothringi Volkspartei, llegí una carta de protesta a l'Assemblea Nacional francesa queixant-se de la seva política a Alsàcia-Lorena, i el 13 de novembre uns 21 delegats alsacians enviaren una nota de protesta contra la política de francesització. Pel que fa als partits polítics alsacians, des del 1924-1925 es mostrarien tres tendències:
- La majoritària, de dreta catòlica i populista, representada pel Heimatbund (Unió Patriòtica), fundada el 1926 per activistes de grups culturals democristians i germanòfils, al voltant del diari Die Zukunft (L'avenir), fundat el 9 de maig del 1925 a Saverne per Eugène Ricklin, René Hauss i Paul Schall, amb un tiratge de 30.000 exemplars, als quals s'unirien Die Haimat i Elsasser Kurier, fundats a Colmar el mateix any per l'abat Xavier Haegy (1870-1932). Es nodria del socialcatolicisme popular de l'UPR, de les classes mitjanes, del clergat catòlic o protestant rural, dels funcionaris mitjans perjudicats, dels petits industrials i dels pagesos afectats per les noves mesures. Es definia com a socialcristià i defensava l'autonomia legislativa i financera per a Alsàcia-Lorena que inclogués la cooficialitat del francès i de l'alemany a l'educació, justícia i administració. El juny del 1926 Ricklin, Rossé i Fasshauer fundaren el diari portaveu del partit, Volkstimme (Veu del Poble), des d'on editaren el manifest del partit amb 100 signatures de notables destacats, on defineix Alsàcia com una minoria nacional i reclama una reconversió federal de França per encaixar-la, o bé una autonomia completa o un plebiscit.

- Més minoritari, el Partit Comunista d'Alsàcia-Lorena. Ja el PCF havia denunciat la situació colonial alsaciana el 1921, i en defensà l'especificitat, el dret a l'autodeterminació i la protecció de l'idioma. Des del 1924 el diputat alsacià Charles Hueber defensava la cooficialitat de l'alemany, i el 1925 el Congrés Ouvrier et Paysan reunit a Estrasburg reivindicà la fi de l'ocupació militar, autonomia administrativa, l'abolició dels impostos especials i la fi de la substitució dels funcionaris alsacians. El 1926 es pronunciaria per la unitat d'acció autonomista i pactà amb Heimatbund el 1928 i el 1929.

- El Parti Radical Alsacienne (PRA), fundat el 1919 com a secció local del partit francès i sobre la base de l'antic Liberale Landspartei, de caràcter anticlerical i assimilacionista d'antuvi, però que a mitjans dels anys 20, liderats per l'antic diputat del Landtag Georges Wolf adoptaren progressivament un autonomisme moderat que reivindicava una Assemblea Regional consultiva, la cooficialitat de l'alemany i la preservació de l'ensenyament confessional amb tarannà opcional. El 1926 Wolf i Camille Dahlet se separeren del PRF per fundar el Fortschrittliche Partei (Partit Progressista), que definia Alsàcia com una minoria nacional i aspirava a aconseguir una autonomia com la que aconseguiren amb Alemanya el 1911. Això provocaria la desaparició del Partit Radical a Alsàcia.

- Més minoritari, hi havia l'exilat Dr. Robert Ernst, qui el mateix 1925 fundaria a Berlín el diari Heimatstimmen (Veu de la Pàtria), des d'on reclama la germanitat de les terres alsacianes i la seva incorporació dins la Gran Alemanya. A poc a poc, s'anirà incorporant al NSDAP alemany.

El Heitmatbund es considerava com una organització suprapartidària d'agitació i propaganda, i que des del 1928 comptava amb una milícia pròpia; però el 1927 impulsaria la creació de lElsass-Lothringische Autonomisten Partei (Partit Autonomista Alsacià-Lorenés), dirigit per Karl Roos, que comptaria amb suport financer alemany canalitzat per les associacions volkisch, dels exiliats alsacians a Alemanya, i que afirmaven que calia crear una Estats Units d'Europa on Alsàcia faria de mitjancera entre França i Alemanya. L'ELAP col·laboraria amb el Partit Nacional Bretó, el Partit Cors Autonomista, i d'altres grups flamencs i occitans al Commité Centrale des Minorités Nationales de la France (CCMNF), partidaris d'una França federal. El mateix 1927 es fusionaria amb el grup més radical Elsasser Opposition Block (Bloc d'Oposició Alsacià) per fundar l’Unabhängige Landespartei (Partit Regional Independent), presidit per Karl Roos.
El 12 de novembre del 1925 és prohibit Die Zukunft, l’1 de desembre és arrestat Joseph Rossé, cap de l'EVP, el 30 de desembre Paul Schall, el 3 de gener del 1926 ho és René Hauss, el 24 de febrer Marcel Stürmel i el 16 de març Eugène Ricklin. Foren acusats de "traïció" i conspiració el 12 d'abril del 1927, sobretot després de les manifestacions sagnants de Colmar del 22 d'agost del 1926, anomenades der blutige sonntag (El diumenge sagnant), quan autonomistes i comunistes s'enfrontaren davant la prefectura a 25 feixistes i Camelots du Roi. Seran jutjats a Colmar el maig del 1928; tres diputats, Eugène Ricklin, Paul Schall i Joseph Rossé, en perdrien la condició, i juntament amb Karl Roos i Halsey, foren condemnats a un any de presó i cinc de deportació, però els altres imputats només foren multats, llevat René Ley, condemnat a 20 anys in absentia, i Emil Pinck a 15. Durant el procés reberen el suport del secretari general del PCF, Maurice Thorez, influït per la política de nacionalitats de l'URSS, qui reclamà un plebiscit per al territori. Un temps després tots foren perdonats pel president Paul Doumer.
Tot i això, a les eleccions del 29 d'abril del 1926: Camille Dahlet (ELFP) obté el 54% a Saverne, Hans-Peter Murer el 52% a Estrasburg, Michel Walter (EVP) el 58% a Haguenau, Henri Meck (EVUe) el 62%, Camille Bilger (EVP) el 54% a Gebweiler, Medard Brogly (EVP) el 52% a Mulhose, Joseph Bromine (EVP) el 50% a Thann, Eugen Ricklin (EVP) el 62% a Altkirch i Joseph Rossé (EVP) el 52% a Colmar. Tots ells obtenen l'acta de diputat.
Des del 1928 la unitat d'acció autonomista va permetre la creació de comitès de coordinació entre l'UL i el Heitmatfront, que formaren diverses coalicions electorals a les eleccions del 1928, 1929 i 1932. A les cantonals del 1928 s'havia format l'Elsass-Lothringischen Einheitsfront (Front Unit d'AL) amb l'EVP, UL KPO i ELPF, que va obtenir 13 dels 35 diputats de Baixa Alsàcia i 11 dels 26 d'Alta Alsàcia foren escollits dos autonomistes d'un total de 16 diputats alsacians, i a les de districte, de 61 representants, 23 foren per autonomistes. El 2 de desembre se celebra la convenció de l'Elsass-Lothriongischen Fortschrittspartei (Partit del Progrés d'Alsàcia-Lorena, ELFP), que nomena Camille Dahlet i Ing. Brumder caps regionals, i F. Goetzmann secretari general.
El 1929 es produeixen debats a l'Assemblea Nacional francesa sobre la qüestió alsaciana. Joseph Brom (EVP), Michel Walter (EVP), Robert Schuman (LVP) i Camille Dahlet (ELFP) reclamen l'autonomia. El 4 de maig organitzaran una manifestació a Estrasburg, amb el suport de Karl Roos. A les eleccions municipals del 13 de maig del 1929 els autonomistes obtindrien el 53,3% dels vots a Strassburg (el candidat era Karl Roos, empresonat, i serà substituït pel comunista Charles Hueber).
A les eleccions de districte del 1931, els autonomistes van obtenir 28 dels 61, així com la majoria dels del Baix Rhin. A les eleccions generals del 8 de maig 1932 es produí l'esclat de l'UPR alsacià. El sector més autonomista formaria la Unió Popular Republicana (UPR-EVP), i com a tal es presentà en coalició amb el PCAL comunista (amb la benedicció inicial de Thorez) tot formant un Heimatfront (Front de la Pàtria) i que aconseguiria l'alcaldia d'Estrasburg per a Charles Hueber. Per contra, el sector contrari a aquesta aliança formaria l'Action Populaire National d'Alsace (APNA), que proposava el restabliment d'un nou comissariat presidit pel general Lyautey.
A les eleccions del 1932, la coalició UPR-PCA va obtenir el 21% dels vots a l'Alt Rhin i el 39% al Baix Rhin, mentre que l'APNA va obtenir l’11,8% a l'Alt Rhin i el 10,2% al Baix Rhin. Aquest predomini es mantindria fins al 1936. Obtingueren acta de diputat els coneguts nacionalistes Thomas Seltz (EVP, 75% a Erstein), Michel Walter (EVP, 64% a Hagenau), Henri Meck (EVP, 71% a Molsheim), Karl Elsässer (EVP, 55% a Weissenburg), Marcel Stürmel (EVP, 59% a Altkirch), Joseph Rossé (EVP, 51% a Colmar), Camille Bilger (EVP, 53% a Gebweiler), Medard Brogly (EVP, 55% a Mulhouse), Joseph Brom (EVP, 59% a Thann) i Camille Dahlet (ELFP, 56% a Saverne).
A partir dels anys 30 es produí una forta oscil·lació vers les tendències extremistes. El 1935 Hueber i Mourer fundaren el Parti Alsacien Ouvrier et Paysan (PAOP), que el 1936 obtindria dos escons dins la coalició del Front Popular. Però des del 1937 s'orientaria a una entesa amb el nazisme i acceptaria subsidis del Tercer Reich, tot i el seu discurs dretà. Alhora, dins l'UPR s'imposaria la línia moderada des del 1932, cosa que provocaria que des del 1935 no respectés els pactes que mantenia amb els partits autonomistes i que conduiria a l'estancament electoral.
El suport alemany als autonomistes alsacians fou intermitent i només de caràcter estratègic fins a l'arribada al poder d'Adolf Hitler el 1933. Ja el 1932 alguns grups de dreta radical catòlica adoptaren la ideologia nazi, com l'Elsass-Lorthringische Jungmannschaf (Equip de Joves d'Alsàcia-Lorena), dirigit per Hermann Bickler, però es va escindir aviat de l'EAP per fundar un nou grup, l'Elsass-Lothringische Partei (Partit Alsacià-Lorenés) o ELP. Ideològicament, però es trobaven més propers al corporativisme catòlic d'Engelbert Dollfuss que no pas al hitlerisme. UL no es va definir, i del 1933 al 1937 tant UPR com el KPO s'oposaren al nazisme.
L'any 1937 Friederich Spieser fundà la revista Strassburger Monatshefte (Quaderns quinzenals de Strassburg), que serà l'òrgan oficial dels nazis alsacians per tal d'expandir les idees a favor del Tercer Reich i d'Alsàcia com a part de la Gran Alemanya. El 13 de febrer del 1937 Robert Schuman (LVP) i Hans-Peter Murer (KPO), en una reunió en l'antic parlament local de Metz, reclamen autonomia, i es convoquen manfiestacions a Strassburg i Colmar. El 15 de maig se celebra una trobada a Strassburg amb la mateixa finalitat per Robert Schuman (LVP), Camille Dahlet (ELFP), Thomas Seltz (EVP), Paul Schall (ULP) i Michel Walter (EVP). El FP de Dahlet patí l'escissió de l'ala més pronazi, que s'uniria a l'ELJ-ELP de Bickler. Tots ells formarien un nou partit, anomenat Landespartei, de caràcter separatista, autoritari, anticapitalista i amb sectors paramilitars. Per altra banda, el juliol del 1939 l'UL de Paul Schall es fusionaria amb l'Arbeiter und Bauernpartei (Partit de Treballadors i Camperols, ABP) de Hans Peter Murer per formar l'Elsass-Lothringische Arbeiter und Bauernpartei (ELABP), que serà prohibit el 31 d'agost del 1939.
L'abril del 1939 l'ELP serà il·legalitzat, i Karl Roos jutjat i condemnat a mort per traïció i executat a Nancy el 1940. L'Elsass-Lothringer Partei de Hermann Bickler seran prohibits. El 31 d'octubre prohibiren l'ELABP i deportaran a un camp de Nancy els polítics alsacians Joseph Rossé (EVP), Marcel Stürmel (EVP), Hans-Peter Murer (ELABP), Joseph Oster, Jean Keppi, Paul Schall (ELABP), René Hauß (ELABP), René Schlegel (ELABP), Camille Meyer, Hermann Bickler (ELP), Peter Bieber (ELP) i Victor Antoni.

## L'ocupació nazi
Quan els nazis invadiren Alsàcia la posaren sota control civil alemany, s'hi introduí la legislació civil alemanya; els habitants reberen la ciutadania alemanya i l'alemany esdevingué l'única llengua oficial. Tant el dialecte alsacià com el francès foren prohibits i objecte d'una política d'eliminació sistemàtica alhora que d'una germanització total. El 17 de juliol el diputat Robert Schuman (UPL) és arrestat a Metz i deportat a Lió.
D'antuvi, els autonomistes ocuparen càrrecs en el govern de la regió. Hasns Peter Murer (ELABP) fou sotsprefecte de Mulhouse, Hermann Bickler (ELP) d'Estrassburg, Rudi Lang i Rainer Schlegel (ELABP) de Saverne, Renatus Hauss (ELABP) de Hagenau, Alexander Kraemer de Guebwiller, Edmund Nussbaum i Paul Schall (ELABP) de Molsheim. Nogensmenys, Joseph Rossé (EVP) i Camille Dahlet (ELFP) rebutjaren tota col·laboració. L'exiliat Robert Ernst, tornat el 1940, va intentar de fer proselitisme i fundaria el Servei d'Auxili Alsacià com a beneficència per a refugiats i presos de guerra, alhora que va promoure la participació en la política. Endemés, des del 1942 tota Alsàcia-Lorena passaria a formar part del nou Rheingau i es dugué a terme la política de Gleichschaltung (sincronització) per tal d'assimilar-los a la resta d'Alemanya.
Amb el temps, alguns nacionalistes com Schall, Bickler, Rossé, Hauss i Mourer, encara que els ajudaren d'antuvi, a la llarga es passaren a la resistència. El setembre del 1943 Joseph Rossé, Jean Keppi i altres diputats de l'UPR contactaren amb el Kreisauer Kreis de Stauffenberg, Godeler i Beck. Després de l'atemptat contra Hitler l'agost del 1944, Rossé, Keppi i Paul Sittler foren perseguits i s'amagaren a Colmar, ja que van mantenir contactes amb el cercle de Kreisau.

## De la postguerra ençà
Molts nacionalistes alsacians foren empresonats, tot i que dotze d'ells, membres de l'Associació de Desertors, Evadits i Incorporats Contra La seva Voluntat al·legaren que ho van fer obligats. Uns 8.000 col·laboracionistes foren jutjats, molts d'ells autonomistes. Hans-Peter Murer fou executat el 10 de juny del 1947. Joseph Rossé fou condemnat a pesó el 1947, i moriria el 1951 a la penitenciaria d'Eysses.
Del 1945 al 1958 el Partit Republicà Popular (Republikanische Volkspartei), nova versió de l'UPR que s'adherí al MRP francès, defensà el particularisme alsacià i reclamà l'oficialitat de la llengua, ensenyament en dialecte i presa de decisions en els afers que els afectin. Aquest partit començaria a perdre importància des del 1962, quan fou absorbit amb altres partits pels gaullistes, que fundarien el nou grup Reagrupament per la República (RPR). El 1951 es dictà una amnistia per als presumptes col·laboracionistes empresonats, i encara el 1953 es produí una protesta massiva de diversos sectors pel judici dut a terme a Bordeus contra un grup d'antics SS alsacians. L'autonomisme no va donar més senyals de vida, llevat quan el 1957 un grupuscle anomenat Union des Combattents Independants de l'Allemagne (UCIA), de caràcter terrorista i neonazi que pretenia la reunificació de la Gran Alemanya, Alsàcia inclosa, va enviar un paquet bomba que va provocar la mort de l'esposa del prefecte regional. Tanmateix, es creu que els autors reberen suport logístic del KGB i del govern txec, que pretenien enemistar francesos i alemanys per tal de fer fracassar el nou projecte de la CEE.
Des d'aleshores la reivindicació lingüistica i cultural desplaçà la política. Alsàcia fou la primera regió a aplicar la Llei Deixonne de 1954 d'ensenyament de llengües regionals. des del 1965 la René Schickele-Gesellschaft capitalitza la reivindicació alsaciana. El 1974 apareixerien nous organismes d'activisme cultural, com la Sociéte d'Ecrivains Alsaciennes, el Conseil d'Ecrivains Alsaciennes, que promou cursos d'alemany i en reivindica l'ensenyament, i el Front Culturel Alsacienne-Elsass Kulturfront (FCA-EKF), així com l'Acadèmie d'Alsace. Així, el 1981 l'alsacià fou reconegut com a la parla pròpia d'Alsàcia en comptes de l'alemany, que serà la llengua de cultura dels alsacians.
El primer grup regionalista alsacià de la postguerra no aparegué fins al 1968, tot i que no es constituí oficialment fins al 15 de novembre del 1970, el Mouvement Regionaliste d'Alsace et Lorraine (MRAL), del doctor Iffrig, Ferdinand Moschenross, Bernard Wittmann i Robert Joachim, que pretenia construir una regió alsaciana integrada alhora en una França federal i en una Europa federal, però que només obtindria el suport d'alguns nuclis petit burgesos del Nordgau. El 1975 el MRAL es transforma en EL-Front Autonomiste de Liberation (EL-FAL), dirigit per Hans Zorn, que es proclamen no separatistes, sinó partidaris d'una Unió Europea i que el veritable separatista és l'estat centralista que parteix artificialment les comunitats culturals. Formaria part de l'Oficina Europea de les Nacions Sense Estat, més tard integrada a la CONSEO, amb el Strollad ar Vro, la Volksunie, EAJ-PNV, Plaid Cymru, SNP i altres.
El 1975 Bernard Wittman funda el diari dialectal Rot un Wiss i el 1977 Ferdinand Moschenross abandona el MRAL per fundar l'Elsass-Lothringischer Volksbund (ELV), que el 1988 s'unirà a Bernard Wittman per a fundar la Unió del Poble Alsacià (UPA). A les eleccions regionals de 1992 només va obtenir l'1,92% dels vots, encara que a les generals de 1993 el seu candidat Marcel Schmitt va obtenir el 8,93% al districte de Haguenau. A les eleccions cantonals del 1994 Marcel Schmitt (UPA) va obtenir l’11% dels vots a Haguenau, Martin Hell (UPA) el 3,4% al cantó de Hirsingue i Gabriel Andres (UPA) l’1,2% al cantó de Lauterbourg. Però a les eleccions europees els partits de l'Aliança Lliure Europea (llista Regions i Pobles Solidaris) només van obtenir el 0,67% dels vots a Alsàcia (però el 10% a Còrsega i el 6% a Iparralde). El 1994 Karl Goscheschek funda el Fòrum Nacional d'Alsàcia-Lorena i el Forum Civique d'Alsace-Lorraine. Això, però, no li impediria representar l'UPA en les legislatives de Strassburg-Campagne del 18 de juny del 1995, on només va obtenir l'1,3%.
Per altra banda, els caps del FN al Bas-Rhin, Stéphane Bourhis i Yvan Blot, elaboraren una Charte régionale des libertés alsaciennes, on defensaven la doble identitat francesa i renana de l'Alsàcia. Alhora, es forma el grup Alsace d'Abord, escissió del FN dirigida per Robert Spieler, que defensa un programa regionalista i contrari a la immigració. També apareixen irredentistes neonazis que proposen la pura i simple annexió a Alemanya, entre ells antics membres del FN, de manera que el 1993-1994, dins les Jeunesses Nationales-Socialistes Alsaciannes hi militavaen antics membres del DPS.